# Срок сохраняемости
Срок сохраняемости — календарная продолжительность хранения и (или) транспортирования объекта, в течение которой сохраняются в заданных пределах значения параметров, характеризующих способность объекта выполнять заданные функции.

## Гамма-процентный срок сохраняемости
Гамма-процентный срок сохраняемости — срок сохраняемости, достигаемый объектом с заданной вероятностью γ, выраженной в процентах
{\displaystyle \int _{T_{cx}}^{\mathcal {1}}f_{cx}(t)dt=\gamma }
где {\displaystyle f_{cx}(t)} — функция плотности распределения случайной величины {\displaystyle T_{cx}} — срока сохраняемости объекта

## Средний срок сохраняемости
Средний срок сохраняемости — математическое ожидание срока сохраняемости
{\displaystyle t_{cx}=\int _{0}^{\mathcal {1}}t\cdot f_{cx}(t)dt}